# 吉田良
吉田 良（よしだ りょう、1952年 - ）は、日本の人形作家、写真家。特に日本に於ける球体関節人形の草分け的存在としてその名を知られる。初期には「吉田良一」名で活動していたが、のちに「吉田良」に改名。

## 来歴
- 1952年　川崎市生まれ
- 1972年　東京写真専門学校（現・東京ビジュアルアーツ）卒業
- 1973年　独学で人形制作を開始
- 1979年　第一回個展、以後個展グループ展多数
- 1983年　自由が丘にドールスペース・ピグマリオンを設立し人形教室を主宰、現在に至る
- 2001年　作家名を「吉田良一」から「吉田良」に改名

人形制作を始めるきっかけとなったのは、ハンス・ベルメールや四谷シモンの作品との出会いだと自ら語っている。特にベルメールについては、「人形制作に於ける原点」と各所で発言している。
1987年、自身の作品集『星体遊戯』を上梓。それまでカタログ的なものが多かった人形の写真に、写真芸術という新たな地平を切り拓いた。1985年頃より天野可淡と制作活動を共にするようになり、のちに天野可淡の作品を撮影するきっかけが生まれる。その後トレヴィルから相次いで発行された自身や天野可淡の作品を撮影した写真集は大きな話題となり、今日に於いても多くのファンを持つ（当時の天野可淡の作品集については、絶版ののちに新装丁で復刊）。
また、後進の指導もおこなっており、主宰するドールスペース・ピグマリオンから多くの人形作家を世に送り出している。

## 主な出版物
- 1987年　吉田良一人形作品集『星体遊戯』（新書館刊）
- 1989年　天野可淡人形作品集『KATAN DOLL』（トレヴィル刊）
- 1990年　天野可淡人形作品集『KATAN DOLL fantasm』（トレヴィル刊）
- 1991年　吉田良一人形作品集『ANATOMIC DOLL』（トレヴィル刊）
- 1992年　天野可淡人形作品集『KATAN DOLL RETROSPECTIVE』（トレヴィル刊）
- 1995年　天野可淡人形作品集CD-ROM『KATAN DOLL』（シンフォレスト刊）
- 1995年　吉田良一人形作品集『ANATOMIC DOLL Ⅱ』（トレヴィル刊）
- 1996年　吉田良一人形作品集CD-ROM『ANATOMIC DOLL』（シンフォレスト刊）
- 2001年　吉田良少女人形写真集『アストラル・ドールASTRAL DOLL』（アスペクト刊）
- 2002年　吉田良人形作品集『解体人形(Articulated Doll)』（エディシオントレヴィル刊）
- 2006年　『Ecole(エコール)―Les poup´ees d’Hizuki dans l’Ecole』（飛鳥新社刊）
- 2006年　『吉田式球体関節人形制作技法書』（ホビージャパン刊）
- 2007年　吉田良人形作品集『解体人形/Articulated Doll』（エディシオントレヴィル刊）
- 2007年　天野可淡人形作品集『KATAN DOLL』（エディシオントレヴィル刊）
- 2007年　天野可淡人形作品集『KATAN DOLL fantasm』（エディシオントレヴィル刊）
- 2007年　天野可淡人形作品集『KATAN DOLL』特装版『KATAN DOLL THE BOX』（エディシオントレヴィル刊）
- 2007年　天野可淡人形作品集『KATAN DOLL RETROSPECTIVE』 特装版『KATAN DOLL RETROSPECTIVE THE BOX』（エディシオントレヴィル刊）
- 2012年　陽月作品集『HIZUKI DOLL』（飛鳥新社刊）

## 作品
近年は寡作で個展なども行われていないが、教室展や稀に企画展などで展示されることがある。
2004年に東京都現代美術館で開催された、押井守監督作品の映画『イノセンス』公開記念展覧会『球体関節人形展～DOLLS OF INNOCENCE～』では、展覧会イメージフォトに作品が起用された（赤い着物の少女人形、後述）。この作品は一説には、映画『イノセンス』に登場する少女人形（アンドロイド）「ハダリ」のモデルになっているとも言われている。
2006年に東京国立近代美術館工芸館に於いて開催された展覧会『花より工芸』を前に、赤い着物の少女人形が工芸館に収蔵される。それまでは「無題」とされてきたものであったが、この展覧会から「すぐり」という名前が公開された。不定期に行われる工芸館の収蔵作品展や巡回などで閲覧することが可能である。
2011年2月、企画展に於いて、ハンス・ベルメールへのオマージュ作品など6点の新作が発表された。
2011年11月、「DOLL SPACE PYGMALION」教室展、『PYGMALION×GEOGRAPHICA DOLL EXHIBITION 2011 　 Le reve de la poupee-人形の夢-』に於いて、3点の新作が発表された。
2012年4月、『夜想＋ピグマリオン・人形展』に於いて、1点の新作が発表された。

## 作品の使用されたメディア

### 書籍装丁
- 1995年　『四〇九号室の患者』　綾辻行人著 （南雲堂）
- 1998年　『ゆめこ縮緬』　皆川博子著　（集英社）
- 2002年　『偶人館の殺人』　高橋克彦著 （角川文庫）
- 2002年　『幻少女』　高橋克彦著　（角川文庫）
- 2003年　『人形(ギニョル)』　佐藤ラギ著 （新潮社）
- 2004年　『妖女』　井上雅彦編集　（光文社文庫）
- 2005年　『聖女の島』　皆川博子著　（講談社文庫）
- 2005年　『姑獲鳥(うぶめ)の夏』　京極夏彦著 （韓国語版）
- 2016年　『樹液少女』　彩藤アザミ著　（新潮社）

### 映画
- 1988年　『悪徳の栄え』　実相寺昭雄監督
- 1988年　『パイレーツによろしく』　後藤幸一監督

### 舞台
- 1992年　『乳歯の季節』　榴華殿
- 1992年　『MANIA』　榴華殿
- 1993年　『ホロコースト』　榴華殿
- 1993年　『恐るべき子供たち』　榴華殿
- 1994年　『郭公の産卵、百舌の早贄』　榴華殿
- 1994年　『Candy』　榴華殿
- 1995年　『REM～堕落の弁士による催眠幻術無声劇』　榴華殿

### CDジャケット
- 1996年 『クルミ』 千葉千恵巳

### テレビドラマ
- 1998年　『なっちゃん家』第1話「なっちゃん家のお人形」　テレビ朝日系列

### コンサートパンフレット
- 2007年　『THE DAY IN QUESTION』　BUCK-TICK

### 写真集
- 1993年　『上海人形』　原田徳子
- 2009年　『The Everlasting』　仲村みう